# Sequential Circuits Prophet 5
El Prophet 5 és un sintetitzador analògic aparegut el 1978 i fabricat per la companyia americana Sequential Circuits. Es tracta d'un dels primers sintetitzadors polifònics (amb 5 veus de polifonia) i, a més, incloïa memòria per emmagatzemar els sons sintetitzats pels usuaris, una innovació realment revolucionària a l'època.
L'instrument fou presentat a la fira d'instruments NAMM el 1978 i fou un èxit immediat, no tan sols per les novetats que oferia (polifonia i memòria), sinó per l'expressivitat sonora de l'instrument. N'existeixen tres versions: Rev 1 (molt difícil de trobar), Rev 2 (amb microprocessadors SSM per al filtre i els oscil·ladors) i la Rev 3, la versió definitiva i més freqüent, amb microprocessadors Curtis. Tot i que alguns opinen que el so de la segona versió és el millor de totes les revisions, els models Rev 3 són en conjunt els més estables (especialment quant a l'afinació de l'instrument).
Els seus oscil·ladors, les possibilitats de modulació interna, un filtre quadripolar (amb un sistema ADSR propi, com el del generador de contorns VCA) i un Oscil·lador de baixa freqüència potent són les claus del so del Prophet 5, considerat molt càlid pels seus usuaris, que l'utilitzaren per crear baixos sintetitzats, efectes, sons solistes i textures per tocar-hi acords. Durant la seva existència, el Prophet 5 va conviure amb el Prophet 10, ensamblatge de dos Prophet 5 amb els seus respectius teclats i circuits interns.
La producció del Prophet 5 s'aturà el 1984, any en què fou substituït pel Prophet 600, que aportava millores com MIDI, més memòria interna i fins i tot un seqüenciador senzill.
Amb l'aparició d'ordinadors potents i després de l'auge dels sintetitzadors analògics que es produí a mitjans dels anys 90, diverses companyies informàtiques (Arturia i Native Instruments, entre d'altres) confeccionaren emulacions VST del Prophet 5. El 2008 —coincidint amb el 30è aniversari de l'instrument— un dels seus creadors, Dave Smith, en confeccionà una versió actualitzada, el Prophet '08.

## Característiques tècniques
- 2 oscil·ladors (OSC 1: ona quadrada i dent de xerrac; OSC 2, ones quadrada, dent de xerrac i triangular; amplada de pols variable).
- Generadors de soroll blanc i rosa.
- Filtre controlat per voltatge (VCF) quadripolar (24 dB) per octava, ressonant.
- Amplificador-generador de contorns (VCA): quatre etapes, ADSR.
- LFO: 1 LFO.
- Teclat: 61 notes.
- Control extern: Per voltatge.

Alguns usuaris famosos del Prophet 5 han sigut:
- Kraftwerk
- Orchestral Manoeuvres in the Dark
- Tangerine Dream
- Gary Numan
- Tears for Fears
- Pink Floyd
- The Alan Parsons Project
- Peter Gabriel
- Pet Shop Boys
- New Order
- Kitaro
- ABBA
- Soft Cell
- Jean Michel Jarre
- Brian Eno
- Vangelis
- Ultravox
- Japan
- Led Zeppelin